# Мацерук Григорій Гнатович
Мацерук Григорій (Григір) Гнатович (нар. 20 лютого 1954, с. Бучин, Любешівський район, Волинська область — пом. 2 березня 1981, Чернівці) — український радянський письменник, журналіст.

## Біографія
Мацерук Григорій (Григір) Гнатович народився 20 лютого 1954 року в селі Бучин Любешівського району Волинської області в багатодітній селянській родині.
Навчався у Бучинській восьмирічній, Любешівській середній школах, атестат про середню освіту отримав у Іваничівській школі-інтернаті.
Школярем почав друкуватися у любешівській районній газеті «Нове життя».
У 1976 році закінчив факультет журналістики Львівського державного університету ім. Івана Франка. Працював у чернівецькій обласній молодіжній газеті «Молодий буковинець». Друкувався з прозовими творами в обласній та всеукраїнській періодиці, колективних збірках. Зокрема, кілька його творів увійшло до двотомника «Письменники Буковини».
З дитинства мав хворобу серця, тож наче поспішав жити. А в одному з листів до товариша-журналіста писав: «… а раптом Бог вділив якихось тридцять-сорок років життя, а я собі бездумно марную їх… Хочеться щось по собі лишити, слід на землі».
Перша книга із символічною назвою «Заповідаю довго жити» побачила світ у 1983 році, уже після смерті автора. Твори для друку Григорій Мацерук підготував сам, але книги вже не встиг побачити.
Друга книга «По кому росте трава…» побачила світ у 2005 році завдяки старанням дружини Валентини та сина Артема (1979 р. н.), які тепер проживають у місті Чернівці. В цій книзі вони зібрали все, що змогли відшукати. «По добрих людях, коли вони помирають, хоч травичка на пам'ять росте», — філософствує водій старенького проржавілого молоковоза, безвідмовний добряк з повісті «Мишустик». Саме ці його слова і є епіграфом до другої книги Григорія Мацерука та винесені в її назву.
Помер 2 березня 1981 року, йому заледве виповнилося лише 27 літ. Похований у Чернівцях.

## Твори
- Заповідаю довго жити. Київ, Радянський письменник, 1980.
- По кому росте трава…: повісті, оповідання, новели / Г. Мацерук. — Чернiвцi: Букрек, 2005. — 576 с. : іл., фото[1].

## Премія «Журналістська надія» ім. Григорія Мацерука
Волинською обласною журналістською організацією у 200. ? році заснована премія «Журналістська надія» імені Григорія Мацерука, якою нагороджуються молоді журналісти. Традиційно її вручають земляки Г. Мацерука.
Лауреати премії:
- 2010 рік: Сергій Наумук, Руслана Татарин.
- 2016 рік: Лариса Занюк (газета «Волинь-нова»), Тамара Урядова (газета «Нове життя»).

## Публікації про Григорія Мацерука
- Буковина. Імена славних сучасників. Київ. «Світ успіху». 2006. с. 38
- То по кому ж росте трава? Газета «Нове життя», 3 березня 2007 р., с. 8.
- Урядова Т.Душа живе в батьківськім краї. Газета «Нове життя», 28 лютого 2004 р., с. 3.
- Василик Л. Куди зникають жайвори. «Буковинський журнал».2001, № 1-2
- Драчковська О. Закохалася у його листи. Газета «Молодий буковинець». 19 лютого 2004.
- Ковалець Л.Завжди молодий голос. Газета «Буковина». 20 лютого 2004.
- Лазарук М.Сповідь невмри-дерева. Газета «молодий буковинець». 21 жовтня 1983.
- Мацерук В. …Йому виповнилося б 47. Газета «Молодий буковинець». 22 лютого 2001.
- Письменник… Журналіст… Коханий. Газета "Версії". № 8, 2004
- Шмигін М. Письменник Григорій Мацерук знав, що помре молодим… Газета «Вісник» 19 листопада 2009 р. [Архівовано 2 квітня 2011 у Wayback Machine.].
- Штинько В. Полиновий присмак утраченого свята. Газета Волинь, 27 вересня 2005 р., с. 3.
- Штинько В. Вербових котиків остання ніжність. Газета Волинь, 17 червня 2003 р.
- Смокович Л. Гідний приклад. Газета Нове життя, 2 березня 2013 р., с. 8.
- Муха Н. Григір Мацерук: три виміри роздумів. Газета Нове життя, 20 лютого 2016 р., с. 4.
- Струк М. 27 весна так і не зацвіла, лишилася повік лиш пуп'янком налитим. Газета Нове життя, 21 лютого 2019 р., с. 6.